# باشگاه فوتبال پونه
باشگاه فوتبال پونه (انگلیسی: Pune F.C.) یک باشگاه فوتبال از هند است که در شهر پونه ایالت مهاراشترا قرار دارد.